# Iocasta (satèl·lit)
Iocasta és un satèl·lit natural de Jupiter. Fou descobert l'any 2000 per un equip conduït per Scott Sheppard. La descoberta s'anuncià el 5 de gener de 2001 al mateix temps que uns altres deu satèl·lits de Júpiter.

## Característiques físiques
Iocasta és un petit satèl·lit retrògrad de Júpiter. Suposant que posseeix una albedo de 0.04 similar a altres satèl·lits de Júpiter, la seva Magnitud aparent de 21.6 ens porta a un diàmetre de 5.2 km. La massa de Ioncasta s'estima al voltant de 1.9 x10¹⁴kg.

## Òrbita
Iocasta pertany al grup d'Ananké, un grup de satèl·lits que orbiten de forma retrògrada al voltant de Júpiter sobre el semieix major comprès entre els 19300000 i els 22700000 km, les inclinacions de 45.7° a 154.8° amb relació a l'equador de Júpiter i excentricitats entre 0.02 i 0.28.

Diagrama que il·lustra l'òrbita dels satèl·lits irregulars de Júpiter. El grup d'Ananké és visible al centreesquerra.
Diagrama que il·lustra la inclinació dels membres del nucli del grup d'Ananké en funció del semieix major.

## Denominació
Iocaste deu el seu nom al personatge de la mitologia grega Iocasta; esposa de Laios, rei de Tebes, mare i després esposa d'Edip.
Iocasta rebé el seu nom definitiu el 22 d'octubre de 2002. Prèviament havia rebut la nominació provisional de S/2000 J 3, que indica que fou el satèl·lit tercer fotografiat per primera vegada l'any 2000.